# Campeonato Europeu Júnior de Atletismo de 1991
O Campeonato Europeu Júnior de Atletismo de 1991 foi a 11ª edição da competição de atletismo organizada pela Associação Europeia de Atletismo para atletas com menos de vinte anos, classificados como Júnior. O evento foi realizado no Estádio Kaftanzoglio em Salonica na Grécia, entre 8 e 11 de agosto de 1991. Essa edição ficou marcada pela primeira participação da Alemanha pós reunificada, além do destaque da União Soviética com 36 medalhas, sendo 14 de ouro. 

## Resultados
Esses foram os resultados do campeonato. 

### Masculino
| Evento                       | Ouro                                                                                             | Ouro     | Prata                                                                                 | Prata    | Bronze                                                                                         | Bronze   |
| ---------------------------- | ------------------------------------------------------------------------------------------------ | -------- | ------------------------------------------------------------------------------------- | -------- | ---------------------------------------------------------------------------------------------- | -------- |
| 100 m                        | Darren Campbell · Reino Unido                                                                    | 10.46    | Konstantin Gromadskiy · União Soviética                                               | 10.55    | Alessandro Orlandi · Itália                                                                    | 10.55    |
| 200 m                        | Darren Campbell · Reino Unido                                                                    | 20.61    | Oganes Mkrtchyan · União Soviética                                                    | 21.00    | Gerald Aust · Alemanha                                                                         | 21.12    |
| 400 m                        | David Grindley · Reino Unido                                                                     | 45.41    | Mark Richardson · Reino Unido                                                         | 45.53    | Florian Hennig · Alemanha                                                                      | 46.42    |
| 800 m                        | Curtis Robb · Reino Unido                                                                        | 1:48.23  | Aleksey Oleynikov · União Soviética                                                   | 1:48.63  | Vaclav Hrich · Tchecoslováquia                                                                 | 1:49.19  |
| 1.500 m                      | Mateo Cañellas · Espanha                                                                         | 3:53.11  | Andrey Bulkovskiy · União Soviética                                                   | 3:53.61  | Claus Wittekindt · Alemanha                                                                    | 3:53.66  |
| 5.000 m                      | Marc Carroll · Irlanda                                                                           | 14:19.48 | Cyrille Ballester · França                                                            | 14:21.33 | Juan Luis Gomez · Espanha                                                                      | 14:21.77 |
| 10.000 m                     | Danilo Goffi · Itália                                                                            | 30:18.62 | Yuriy Chizhkov · União Soviética                                                      | 30:21.97 | Antonio Roman · Espanha                                                                        | 30:54.55 |
| 3.000 m com obstáculo        | Georgios Loukaides · Chipre                                                                      | 8:49.24  | Steffen Brandis · Alemanha                                                            | 8:50.01  | Jim Svenøy · Noruega                                                                           | 8:50.02  |
| 110 m com barreiras          | Sven Gohler · Alemanha                                                                           | 13.95    | Yevgeniy Pechenkin · União Soviética                                                  | 14.06    | Claude Edorh · Alemanha                                                                        | 14.26    |
| 400 m com barreiras          | Aleksandr Belikov · União Soviética                                                              | 50.29    | Ashraf Saber · Itália                                                                 | 51.21    | Daniel Blochwitz · Alemanha                                                                    | 51.25    |
| 10 km marcha atlética        | Ilya Markov · União Soviética                                                                    | 41:11.22 | Grzegorz Muller · Polónia                                                             | 41:13.00 | Michele Didoni · Itália                                                                        | 42:16.68 |
| 20 km corrida de estrada     | Juan Franc Sanchez · Espanha                                                                     | 1:06:19  | Marco Orsi · Itália                                                                   | 1:06:45  | Vladimir Radiletskiy · União Soviética                                                         | 1:06:53  |
| Revezamento 4 x 100 metros   | União Soviética · Alex Porkhomovskiy · Serhiy Osovych · Vitaliy Semyonov · Konstantin Gromadskiy | 39.79    | Reino Unido · David Jackson · Mark Richardson · Jamie Baulch · Darren Campbell        | 39.86    | França · Willy Seymour · Sébastien Carrat · Sébastien Sayé · Stéphane Cali                     | 40.03    |
| Revezamento 4 x 400 metros   | Reino Unido · Kent Ulyatt · Adrian Patrick · Mark Richardson · David Grindley                    | 3:07.22  | Polónia · Dariusz Zielenkiewicz · Tomasz Czubak · Artur Gąsiewski · Paweł Januszewski | 3:08.18  | União Soviética · Vitaliy Sviridenko · Andrey Inozemtsev · Inguns Sviklins · Aleksandr Belikov | 3:10.34  |
| Salto em altura              | Steve Smith · Reino Unido                                                                        | 2.29 m   | Sergey Klyugin · União Soviética                                                      | 2.27 m   | Petar Malešev · Iugoslávia                                                                     | 2.25 m   |
| Salto com vara               | Gerald Baudouin · França                                                                         | 5.50 m   | Aleksandr Korchagin · União Soviética                                                 | 5.30 m   | Tim Lobinger · Alemanha                                                                        | 5.20 m   |
| Salto em distância           | Steve Phillips · Reino Unido                                                                     | 7.91 m   | Matias Ghansah · Suécia                                                               | 7.82 m   | Georg Ackermann · Alemanha                                                                     | 7.74 m   |
| Salto triplo                 | Tosi Fasinro · Reino Unido                                                                       | 16.68 m  | Karsten Richter · Alemanha                                                            | 16.34 m  | Yaroslav Ivanov · Bulgária                                                                     | 16.34 m  |
| Arremesso de peso (6 kg)     | Aleksey Shidlovskiy · União Soviética                                                            | 18.40 m  | Aleksey Shapran · União Soviética                                                     | 17.61 m  | Ralf Kahles · Alemanha                                                                         | 17.12 m  |
| Arremesso de disco (1,75 kg) | Vladimir Dubrovshchik · União Soviética                                                          | 60.58 m  | Johannes Kerala · Finlândia                                                           | 54.86 m  | Gennadiy Barsegyan · União Soviética                                                           | 53.50 m  |
| Lançamento de martelo        | Ruslan Dikiy · União Soviética                                                                   | 70.06 m  | Marcel Kunkel · Alemanha                                                              | 68.94 m  | Balázs Kiss · Hungria                                                                          | 68.40 m  |
| Arremesso de dardo (6 kg)    | Aleksey Shchepin · União Soviética                                                               | 75.20 m  | Jarkko Heimonen · Finlândia                                                           | 75.00 m  | Aki Parviainen · Finlândia                                                                     | 74.70 m  |
| Decatlo                      | Vitaliy Kolpakov · União Soviética                                                               | 7813 pts | Tomáš Dvořák · Tchecoslováquia                                                        | 7748 pts | Jarkko Finni · Finlândia                                                                       | 7479 pts |

### Feminino
| Evento                       | Ouro                                                                               | Ouro     | Prata                                                                                   | Prata    | Bronze                                                                            | Bronze   |
| ---------------------------- | ---------------------------------------------------------------------------------- | -------- | --------------------------------------------------------------------------------------- | -------- | --------------------------------------------------------------------------------- | -------- |
| 100 m                        | Zhanna Tarnopolskaya · União Soviética                                             | 11.35    | Marcia Richardson · Reino Unido                                                         | 11.62    | Bettina Zipp · Alemanha                                                           | 11.64    |
| 200 m                        | Zhanna Tarnopolskaya · União Soviética                                             | 23.56    | Giada Gallina · Itália                                                                  | 23.83    | Katharine Merry · Reino Unido                                                     | 23.84    |
| 400 m                        | Donna Fraser · Reino Unido                                                         | 52.54    | Anja Rucker · Alemanha                                                                  | 52.73    | Wiebke Steffen · Alemanha                                                         | 53.42    |
| 800 m                        | Aurica Rautu · Roménia                                                             | 2:04.18  | Fabia Trabaldo · Itália                                                                 | 2:04.75  | Severine Foulon · França                                                          | 2:05.07  |
| 1.500 m                      | Malin Ewerlof · Suécia                                                             | 4:15.43  | Fabia Trabaldo · Itália                                                                 | 4:15.58  | Olga Yegorova · União Soviética                                                   | 4:17.09  |
| 3.000 m                      | Gabriela Szabo · Roménia                                                           | 9:19.28  | Gunhild Halle · Noruega                                                                 | 9:22.48  | Milka Mikhailova · Bulgária                                                       | 9:23.56  |
| 10.000 m                     | Dorte Koster · Alemanha                                                            | 35:10.30 | Inna Kozina · União Soviética                                                           | 35:23.68 | Ana Nanu · Roménia                                                                | 35:24.24 |
| 100 m com barreiras          | Keri Maddox · Reino Unido                                                          | 13.39    | Petra Huybrechtse · Países Baixos                                                       | 13.44    | Samantha Baker · Reino Unido                                                      | 13.61    |
| 400 m com barreiras          | Nelli Voronkova · União Soviética                                                  | 56.89    | Christina Sonderegger · Suíça                                                           | 58.06    | Åsa Carlsson · Suécia                                                             | 58.23    |
| 5 km marcha atlética         | Yuliya Korolyova · União Soviética                                                 | 21:57.60 | Susana Feitor · Portugal                                                                | 22:00.98 | Natalya Trofimova · União Soviética                                               | 22:11.52 |
| Revezamento 4 x 100 metros   | Alemanha · Katharina Gaus · Gabi Rockmeier · Birgit Rockmeier · Silke Lichtenhagen | 44.46    | Reino Unido · Lisa Armstrong · Marcia Richardson · Donna Fraser · Katharine Merry       | 44.57    | Itália · Elena Barangani · Nadia Guarino · Giancarla Marinelli · Giada Gallina    | 45.01    |
| Revezamento 4 x 400 metros   | Alemanha · Andrea Bornscheuer · Silvia Steimle · Wiebke Steffen · Anja Rücker      | 3:35.24  | União Soviética · Anna Kozak · Natalya Sharova · Zhanna Tarnopolskaya · Nelli Voronkova | 3:37.30  | Roménia · Georgeta Petrea · Laura Itcu · Mariana Florea · Maria Magdalena Nedelcu | 3:38.45  |
| Salto em altura              | Manuela Aigner · Alemanha                                                          | 1.91 m   | Venelina Veneva · Bulgária                                                              | 1.91 m   | Viktoriya Fyodorova · União Soviética                                             | 1.91 m   |
| Salto em distância           | Oluyinka Idowu · Reino Unido                                                       | 6.60 m   | Lyudmila Galkina · União Soviética                                                      | 6.54 m   | Iva Prandzheva · Bulgária                                                         | 6.50 m   |
| Salto Triplo                 | Lyudmila Galkina · União Soviética                                                 | 13.67 m  | Tatyana Matyashova · União Soviética                                                    | 13.49 m  | Elena Dumitrascu · Roménia                                                        | 13.31 m  |
| Arremesso de peso (6 kg)     | Anja Gündler · Alemanha                                                            | 16.80 m  | Ilona Gersdorff · Alemanha                                                              | 16.09 m  | Olga Iliyna · União Soviética                                                     | 16.06 m  |
| Arremesso de disco (1,75 kg) | Anja Gündler · Alemanha                                                            | 60.38 m  | Natalya Kaptyukh · União Soviética                                                      | 56.44 m  | Yelena Antonova · União Soviética                                                 | 54.30 m  |
| Lançamento de dardo          | Christine Gast · Alemanha                                                          | 56.30 m  | Nikola Tomečková · Tchecoslováquia                                                      | 55.34 m  | Steffi Nerius · Alemanha                                                          | 54.60 m  |
| Heptatlo                     | Natallia Sazanovich · União Soviética                                              | 5896 pts | Nathalie Teppe · França                                                                 | 5868 pts | Astrid Retzke · Alemanha                                                          | 5694 pts |

## Quadro de medalhas
| Ordem | País            | Medalha de ouro | Medalha de prata | Medalha de bronze | Total |
| ----- | --------------- | --------------- | ---------------- | ----------------- | ----- |
| 1     | União Soviética | 14              | 14               | 8                 | 36    |
| 2     | Reino Unido     | 11              | 4                | 2                 | 17    |
| 3     | Alemanha        | 6               | 2                | 12                | 23    |
| 4     | Roménia         | 2               | 0                | 3                 | 5     |
| 5     | Espanha         | 2               | 0                | 2                 | 4     |
| 6     | Itália          | 1               | 5                | 3                 | 9     |
| 7     | França          | 1               | 2                | 2                 | 5     |
| 8     | Suécia          | 1               | 1                | 1                 | 3     |
| 9=    | Chipre          | 1               | 0                | 0                 | 1     |
| 9=    | Irlanda         | 1               | 0                | 0                 | 1     |
| 11    | Finlândia       | 0               | 2                | 2                 | 4     |
| 12    | Tchecoslováquia | 0               | 2                | 1                 | 3     |
| 13    | Polónia         | 0               | 2                | 0                 | 2     |
| 14    | Bulgária        | 0               | 1                | 3                 | 4     |
| 15    | Noruega         | 0               | 1                | 1                 | 2     |
| 16=   | Países Baixos   | 0               | 1                | 0                 | 1     |
| 16=   | Portugal        | 0               | 1                | 0                 | 1     |
| 16=   | Suíça           | 0               | 1                | 0                 | 1     |
| 19=   | Iugoslávia      | 0               | 0                | 1                 | 1     |
| 19=   | Hungria         | 0               | 0                | 1                 | 1     |